# Apple Wallet
Apple Wallet, publicado como Apple Passbook entre 2012 y 2015, es un programa en iOS que permite a los usuarios almacenar cupones, tarjetas de embarque, y otras formas de pago móvil. Fue diseñado por Apple y anunciado en el Worldwide Developers Conference el 11 de junio de 2012. Fue distribuido con el sistema iOS 6 el 19 de septiembre de 2012.

## Historia
Apple Passbook se anunció el 11 de junio de 2012.  Este siguió siendo el nombre del programa durante 3 años, 3 meses y 5 días hasta el lanzamiento de iOS 9 el 16 de septiembre de 2015, aunque el anuncio de que el nombre cambiaría se realizó en junio de 2015 en la WWDC.

## Características
Passbook muestra los códigos de barras 2D de los siguientes tipos: Aztec, PDF417 y QR. Cada cupón digital o billete que se conoce como un "pase".
Aunque la aplicación está disponible en iOS 6 o posterior, sólo está disponible en el iPhone y el iPod Touch pero en la iPad solo se muestra en configuración 